# Мумбай
Мумба̀й (на маратхийски: मुंबई, [mʊmbaɪ]; на английски: Mumbai) е град в Западна Индия, център на щата Махаращра. Разположен е на остров Салсет в Арабско море, в непосредствена близост до континента.
Наричан е и Бомбай (на английски: Bombay), както е официалното му име до 1995 г.. Името Бомбай е изкривена форма на португалското наименование Bom Bahia („Добър залив“). През 1995 година градът е официално преименуван на Мумбай в хода на кампания за премахване на европейските наименования на градове в Индия. Новото име е изведено от името на индуистката богиня Мумбадеви и „аай“, „майка“ на маратхи.
С населението си от 20 411 274 души (2020), той е най-големият град в Индия и Южна Азия и седми в света. Мумбай е и в центъра на една от най-големите градски агломерации в света, Мумбайски метрополен регион, включващ градовете Нави Мумбай и Тхане.

## География
Площта на града е 603,4 km². Той е разположен в устието на река Улхас (на английски: Ulhas), заемайки островите Мумбай, Солсет и прилежащото им крайбрежие. Градът се намира на височина от 10 до 15 m над морското равнище. Северната част на Мумбай е хълмиста, като най-високата точка на града се намира на височина 450 m над морското равнище.
В границите на Мумбай има няколко езера: Тулси (на английски: Tulsi), Вихар (на английски: Vihar), Поваи (на английски: Powai). Първите две, разположени в националния парк Боривали (на английски: Borivali), снабдяват част от града с питейна вода. През Мумбай протичат 3 реки, водещи началото си от националния парк. В границите на града има мангрови блата. Бреговата линия на Мумбай е прорязана от многочислени ручеи и заливи. Почвата в града е основно песъчлива заради близостта на морето, в предградията – алувиална и глинеста. Скалните видове се отнасят към черните базалти. Мумбай се намира в зона на сеизмична активност.

### Климат
Градът е разположен в субекваториалния пояс. Изразени са 2 сезона: влажен и сух. Сезонът на дъждовете продължава от юни до октомври, особено интензивни мусонни дъждове има от юни до септември, предизвикващи повишена влажност в града. Средната температура е около 30 °C, като диапазона е от 11 °C до 38 °C. Количеството на ежегодно падащите валежи е 2200 mm. Особено голямо количество валежи пада през 1954 г. – 3451,6 mm. Сухият сезон от декември до май се характеризира с умерена влажност.
Поради преобладаващия хладен северен вятър, януари и февруари са най-студените месеци, абсолютният минимум в града е +10 °C.
| Климатични данни за Мумбай, Индия              | Климатични данни за Мумбай, Индия | Климатични данни за Мумбай, Индия | Климатични данни за Мумбай, Индия | Климатични данни за Мумбай, Индия | Климатични данни за Мумбай, Индия | Климатични данни за Мумбай, Индия | Климатични данни за Мумбай, Индия | Климатични данни за Мумбай, Индия | Климатични данни за Мумбай, Индия | Климатични данни за Мумбай, Индия | Климатични данни за Мумбай, Индия | Климатични данни за Мумбай, Индия | Климатични данни за Мумбай, Индия |
| Месеци                                         | яну.                              | фев.                              | март                              | апр.                              | май                               | юни                               | юли                               | авг.                              | сеп.                              | окт.                              | ное.                              | дек.                              | Годишно                           |
| Абсолютни максимални температури (°C)          | 40,0                              | 39,1                              | 41,3                              | 41,0                              | 41,0                              | 39,0                              | 34,0                              | 34,0                              | 36,0                              | 38,9                              | 38,3                              | 37,8                              | 41,3                              |
| Средни максимални температури (°C)             | 31,1                              | 31,4                              | 32,8                              | 33,2                              | 33,6                              | 32,3                              | 30,3                              | 30,0                              | 30,8                              | 33,4                              | 33,6                              | 32,3                              | 32,1                              |
| Средни температури (°C)                        | 23,8                              | 24,7                              | 27,1                              | 28,8                              | 30,2                              | 29,3                              | 27,9                              | 27,5                              | 27,6                              | 28,4                              | 27,1                              | 25,0                              | 27,3                              |
| Средни минимални температури (°C)              | 18,4                              | 19,4                              | 22,1                              | 24,7                              | 27,1                              | 27,0                              | 26,1                              | 25,6                              | 25,2                              | 24,3                              | 22,0                              | 19,6                              | 23,5                              |
| Абсолютни минимални температури (°C)           | 8,9                               | 8,5                               | 12,7                              | 19,0                              | 22,5                              | 20,0                              | 21,2                              | 22,0                              | 20,0                              | 17,2                              | 14,4                              | 11,3                              | 8,5                               |
| Средни месечни валежи (mm)                     | 15,1                              | 1,0                               | 0,1                               | 0,5                               | 20,6                              | 504,2                             | 819,4                             | 546,8                             | 325,2                             | 81,1                              | 113,1                             | 4,1                               | 2431,2                            |
| Температура на водата                          | 26                                | 25                                | 26                                | 27                                | 29                                | 29                                | 29                                | 28                                | 28                                | 29                                | 28                                | 26                                | 28                                |
| ---------------------------------------------- | --------------------------------- | --------------------------------- | --------------------------------- | --------------------------------- | --------------------------------- | --------------------------------- | --------------------------------- | --------------------------------- | --------------------------------- | --------------------------------- | --------------------------------- | --------------------------------- | --------------------------------- |
| Източник: Погода и Климат, World Climate Guide |                                   |                                   |                                   |                                   |                                   |                                   |                                   |                                   |                                   |                                   |                                   |                                   |                                   |

## История
Днешният Мумбай е построен върху някогашен архипелаг, състоящ се от 7 острова – Бомбай, Парел, Мазагаон, Махим, Колаба, Ворли и Малък Колаба. С течение на времето на островите и населението им попадат под властта на различни индийски държави, през 16 век – на Португалия, а през 17 век – на Британската източноиндийска компания. През следващото столетие британците предприемат мащабни строежи, свързали седемте острова, и превръщат Бомбай в един от центровете на мрежата от свои владения в Индия. През 19 век градът преживява стопански и културен подем, а в началото на 20 век е едно от средищата на движението за независимост на Индия. През 21 век е сред най-големите градове в света.

### Ранна история
Находки в северната част на днешния град показват, че островите вече са обитавани през каменната епоха. През 3 век пр.н.е. те вероятно са подчинени от империята Мауря по време на нейната експанзия на юг при будисткия владетел Ашока. В средата на века пещерите Канхери, днес в границите на града, вече са важен регионален център на будизма.  Преди или към началото на новата ера островите са заселени от рибарските общности на етническата група коли.
Между 2 век пр.н.е. и 9 век районът на днешния Мумбай попада последователно под контрола на поредица местни династии: Сатавахана, Западни Кшатрапи, Абхира, Вакатака, Калачури, Конкан Мауря, Чалукя и Раштракута. От 812 до 1260 година е под властта на династията Силхара. Сред най-старите запазени сгради в града, построени през този период, са пещерите Джогешвари (520 – 525), пещерите Елефанта (6 – 7 век), храмът Валкешвар (10 век) и басейнът Банганга (12 век).
В края на 13 век владетелят Бхимдев основава своя държава с център в Махикавати, днешния мумбайски квартал Махим. Общността на патаре прабху, едни от първите известни заселници в града, са преселени от Бхимдев в Махикавати от областта Сауращра около 1298 година. Делхийския султанат завладява островите през 1347 – 1348 г. и ги владее до 1407 година. През този период те се управляват от назначените от делхийските султани мюсюлмански управители на Гуджарат. С обособяването на самостоятелния Гуджаратски султанат през 1407 г. областта на Бомбай остава в неговите граници. По това време в града са построени много джамии, най-известна от които е Хаджи Али Дарга (1431). Между 1429 и 1431 г. островите са предмет на спорове между Гуджаратския султанат и султаната Бахмани. През 1493 година бахманския военачалник Бахадур Хан Гилани прави нов опит да ги завладее, но не постига успех.

### Колониална епоха
Към средата на 16 век, доминираща сила на Индийския субконтинент е Моголската империя, основана през 1526 г. Опасявайки се от нарастващата сила на моголския император Хумаюн, на 23 декември 1534 г. султанът на Гуджаратския султанат, Бахадур Шах, подписва с Португалската империя Договора от Басеин, според който седемте острова на Мумбай, близкият стратегически град Басеин, както и околностите му, са предадени на португалците, у които преминават във владение на 25 октомври 1535 г. Те започват активното създаване и развитие на католически религиозни ордени в Мумбай. Наричат островите с различни имена, които най-накрая довеждат до писмената форма Бомбаим. Португалските францисканци и йезуити построяват няколко църкви в града, като най-забележителните са Св. Михаил в Махим (1534 г.), Св. Йоан Кръстител в Андхери (1579 г.) и Св. Андрей в Бандра (1580 г.). Португалците построяват и няколко укрепления около града, като например Мумбайския замък, Кастела де Агуада (Кастело да Агуада или форт Бандра) и Форт Мадх.
Англия също оценява подобаващо стратегическото естествено пристанище и естествената му защита от атаки по суша и това води до постоянна борба с португалците за хегемония над Мумбай. Към средата на 17 век, нарасналата сила на Нидерландия принуждава англичаните усилено да търсят пристанище за военния си флот по крайбрежието на Западна Индия. На 11 май 1661 г. бракът между Чарлз II и Катарина де Браганса, дъщеря на крал Жуау IV, предоставя островите в притежание на Англия, като част от зестрата на Катарина. По-късно е в границите на Британска Индия.

### В независима Индия
След обявяването на независимостта на страната през 1947 г., територията на Мумбайското президентство преминава към Индия и е преобразувана в щата Мумбай. Площта му е увеличена с включването на няколко дотогавашни княжества, които се присъединяват към Индийския съюз и са интегрирани в щата. Впоследствие столица на щата става град Мумбай. През април 1950 г., границите на Мумбайската община са разширени чрез сливането на Мумбайския крайградски район и Мумбай град.
През 1950 г. в Мумбай в разгара си е движението Самюкта Махаращра, имащо за цел да създаде отделна държава, включваща Мумбай. В дискусиите в Лок Сабха  през 1955 г., Индийският национален конгрес настоява градът да се отдели като автономна държава. В доклада си от същата година, Комитетът за реорганизация на Индия препоръчва двуезична държава за Махаращра-Гуджарат със столица Мумбай. Комитетът на мумбайските граждани, група от гуджаратски индустриалци, от своя страна лобира за независим статут на града.

## Население
Населението на Мумбай е над 20 милиона души. Съотношението на жени към мъже е 811 към 1000. По-голямото количество мъже се обяснява с притока за работа в града на мъжко население от селските райони. Процентът на грамотност е 77%, което е над средното за страната. Сред мъжете грамотността е 82%, сред жените – 71,6%.
По религиозен признак, лицата, изповядващи индуизъм са 68% от населението на града, мюсюлманите са 17%, християните – 4%, колкото са и будистите. Освен това в града живеят последователи на зороастризма, джайнизма, сикхизма и юдаизма. Има и немалка общност атеисти.
В Мумбай се използва разговорна форма на хинди (смес от хинди, маратхи и английски език), но официален език на щата Махаращра е маратхи. Сред интелигенцията популярен е английският език. В града също така може да се чуе бенгалски, тамилски, пенджабски и непалски език, както и маратхи, телугу, урду и гуджарати.
Поради относително високия жизнен стандарт, Мумбай е притегателен център за имигранти от Индия и съседните страни. 

### Население по години
| \| Година на преброяване \| Численост \| \| --------------------- \| ---------- \| \| 1661 \| 10 000 \| \| 1664 \| 15 000 \| \| 1673 \| 60 000 \| \| 1675 \| 60 000 \| \| 1718 \| 16 000 \| \| 1744 \| 70 000 \| \| 1764 \| 140 000 \| \| 1780 \| 100 000 \| \| 1812 \| 235 000 \| \| 1814 \| 180 000 \| \| 1830 \| 229 000 \| \| 1836 \| 236 000 \| \| 1864 \| 816 562 \| \| 1872 \| 644 605 \| \| 1881 \| 773 196 \| \| 1891 \| 821 764 \| \| 1901 \| 812 912 \| \| 1911 \| 1 018 388 \| \| 1921 \| 1 244 934 \| \| 1931 \| 1 268 936 \| \| 1941 \| 1 686 127 \| \| 1951 \| 2 966 902 \| \| 1961 \| 4 152 056 \| \| 1971 \| 5 970 575 \| \| 1981 \| 8 227 382 \| \| 1991 \| 12 500 000 \| \| 2001 \| 16 368 084 \| \| 2005 \| 18 366 089 \| \| 2011 \| 18 410 000 \| \| 2020 \| 20 411 274 \| |            |
| Година на преброяване | Численост  |
| 1661 | 10 000     |
| 1664 | 15 000     |
| 1673 | 60 000     |
| 1675 | 60 000     |
| 1718 | 16 000     |
| 1744 | 70 000     |
| 1764 | 140 000    |
| 1780 | 100 000    |
| 1812 | 235 000    |
| 1814 | 180 000    |
| 1830 | 229 000    |
| 1836 | 236 000    |
| 1864 | 816 562    |
| 1872 | 644 605    |
| 1881 | 773 196    |
| 1891 | 821 764    |
| 1901 | 812 912    |
| 1911 | 1 018 388  |
| 1921 | 1 244 934  |
| 1931 | 1 268 936  |
| 1941 | 1 686 127  |
| 1951 | 2 966 902  |
| 1961 | 4 152 056  |
| 1971 | 5 970 575  |
| 1981 | 8 227 382  |
| 1991 | 12 500 000 |
| 2001 | 16 368 084 |
| 2005 | 18 366 089 |
| 2011 | 18 410 000 |
| 2020 | 20 411 274 |

## Икономика
Мумбай е най-големият град на Индия (по население) и е финансова и търговска столица на страната, генерирайки 6,16% от общия БВП. Градът служи като икономически център на Индия, допринасяйки с 10% от производствената заетост, 25% от промишленото производство, 33% от общите данъци, 60% от митата, 20% от акцизите, 40% от външната търговия и 650 млн. щатски долара корпоративни данъци.  В града се създават 5% от общия брутен вътрешен продукт и 25% от промишлената продукция на Индия, оттам преминават 70% от морската търговия и 70% от капиталовите трансакции на страната. През 2008 г. БВП на Мумбай е 209 милиарда щатски долара, а доходът на глава от населението през 2009 г. е 7900 щатски долара, което е почти 3 пъти над средното за страната. Номиналният доход на глава от населението е около 2000 щатски долара. Но макар че Мумбай е виден център на икономическата активност на Индия през 1990-те години, впоследствие регионът на Мумбайския метрополитен намалява приноса си за БВП на Индия.
До 1970 г. Мумбай дължи просперитета си главно на текстилната промишленост и пристанището, но местната икономика оттогава е включила в себе си дейности като финансиране, полиране на диаманти, инженерингови дейности, здравеопазване и информационни технологии. Заедно с останалата част на страната, Мумбай е свидетел на икономически бум от началото на либерализацията през 1991 г., бурното развитие на финансите, бум в средата на деветдесетте години и на IT дейностите, аутсорсинга, експорта и услугите през първите години на 21 век.  Мумбай е най-голямото пристанище в Западна Индия и обработва повече от половината от пътническия трафик в страната. Той е и финансовият център на Индия, като в града са седалищата на централната банка, най-големите фондови борси и много от големите индийски компании. Много от големия брой конгломерати в Индия (включително Ларсен и Тубро, Националната банка на Индия, Държавното застрахователно дружество на Индия, групите Тата, Годреж и Рилайънс Индъстрис), както и 5 от компаниите от Fortune Global 500 са базирани в Мумбай. Това е улеснено от присъствието в града на Националния резерв на Индия, на Мумбайската фондова борса, на Националната фондова борса на Индия и редица регулатори на финансовия сектор, като например Борда за ценни книжа и борси на Индия. Главните финансови центрове в Мумбай са Нариман Пойнт и Бандра Курла.
Основните сектори, допринасящи за икономиката на града са свързани с: финанси, скъпоценни камъни и бижута, обработка на кожи, IT и ITES технологии, текстил и развлечения. Въпреки конкуренцията на Бангалор, Хайдарабад и Пуна, Мумбай има запазена ниша в областта на информационните технологии. В SEEPZ и Международния Инфотех парк се предлагат отлични условия за IT компании.

## Инфраструктура
В града се намира и Боливуд, център на киноиндустрията на хинди и маратхи, както и паркът Sanjay Gandhi (наричан по-рано парк „Боривали“), един от малкото национални паркове в света, разположен в град.

## Култура
Културата на Мумбай е смесица от традиционни фестивали, музика и театри. Градът предлага космополитен и разнообразен начин на живот с голямо разнообразие от храни, забавления и нощен живот, достъпни във форми и изобилие, сравними с тези в други световни столици. Историята на Мумбай като основен търговски център е довела до съвместното съжителстване в града на широк спектър от култури, религии и национални кухни. Това уникално съчетание от култури се дължи на миграцията на хора от всички краища на Индия, още от времето на британския период.
Макар че повечето професионални театрални групи, основани по времената на Британския Радж, се саморазпускат до 1950-те години, Мумбай е развил процъфтяваща театрална традиция на маратхи, хинди, други регионални езици и английски. Мумбай е родното място на индийското кино – Дадасахеб Пхалке полага основите с немите филми, последвани от филми на маратха, като най-старият филм е направен в началото на 20 век. Мумбай днес има голям брой киносалони, в които се излъчват боливудски и холивудски филми и филми на маратха. Мумбайският международен филмов фестивал и церемонията по награждаването на Filmfare Awards, се провеждат в града.
Съвременното изкуство е застъпено и в двете арт-пространства – финансираното от правителството и от частни търговски галерии. Финансираните от правителството институции включват Художествена галерия Джехангир и Националната галерия за модерно изкуство. Построена през 1833 г., Азиатското дружество на Мумбай е една от най-старите обществени библиотеки в града.

## Известни личности
Родени в Мумбай
- Абхиджит Банерджи (р. 1961), икономист
- Кабир Беди (р. 1946), киноартист
- Ръдиард Киплинг (1865 – 1936), британски писател
- Зубин Мета (р. 1936), диригент
- Салман Рушди (р. 1947), британски писател
- Ратан Тата (р. 1937), бизнесмен
- Сачин Тендулкар (р. 1973), състезател по крикет

Починали в Мумбай
- Пран (1920 – 2013), актьор
- Раджа Рамана (1925 – 2004), ядрен физик
- Теймур бин Фейсал (1886 – 1965), султан на Маскат и Оман

## Побратимени градове[57]
- Берлин, Германия
- Лондон, Великобритания
- Йокохама, Япония
- Йоханесбург, ЮАР
- Лос Анджелис, САЩ[58]
- Санкт Петербург, Русия
- Щутгарт, Германия[59]